# منوچهر سخایی
سید منوچهر سخایی کاشانی معروف به منوچهر سخایی (زاده ۶ مهر ۱۳۱۰ – درگذشته ۸ اردیبهشت ۱۳۹۰) خواننده، بازیگر سینمای و برنامه‌ساز قبل از انقلاب ۱۳۵۷، از قدیمی‌ترین چهره‌های موسیقی پاپ و از بازماندگان نسلی بود که با اجرای ترانه‌های عاشقانه بر بستر ملودی‌های ایرانی، با ارکستراسیون غربی و کلام فارسی، در اواخر دهه ۱۳۳۰ خورشیدی، محبوبیت خیره‌کننده‌ای برای این سبک موسیقی به ارمغان آوردند.
از منوچهر سخایی جدای از بازی و خوانندگی او در چند فیلم فارسی، ترانه‌های بسیاری به یادگار مانده است، که در میان آنها، ترانه‌های جوونی ساخته فرید زلاند، کلاغا با کلام نوذر پرنگ و نیز آهنگ پرویز مقصدی، به امضای هنری او در عالم موسیقی بدل شده است. وی پس از انقلاب ایران (۱۳۵۷) به ایالات متحده آمریکا کوچ کرد و گرچه در آنجا نیز ترانه‌ها و آلبوم‌هایی خلق نمود، اما هرگز نتوانست موفقیت و محبوبیت گذشتهٔ خود را تکرار کند و نهایتاً برای سال‌ها در سکوت به سر برد.

## زندگی
سید منوچهر سخایی در سال ۱۳۱۰ خورشیدی در شهر کاشان متولد شد. برادر بزرگترش سرگرد سید محمود سخایی (زاده ۱۲۹۶ خورشیدی) رئیس شهربانی برگزیدهٔ محمد مصدق در کرمان بود که در جریان وقایع ۲۸ مرداد ۱۳۳۲ در این شهر به مثله گردید. خیابان سرهنگ سخایی واقع در نزدیکی میدان توپخانه، تهران به نام اوست. وی خواننده پرستو به یاد برادرش سرگرد محمود سخایی، شهید کودتای ۲۸ مرداد بود.
منوچهر سخایی تحصیلات ابتدایی و متوسطه خود را در تهران ادامه داد و از همان دوران تحصیل به مقولات هنری به ویژه موسیقی علاقه و اشتیاق نشان داد. با این وجود وی قبل از آن که وارد دنیای موسیقی شود، برای مدتی در روزنامه کیهان مشغول به کار شد و به عنوان خبرنگار پارلمانی این روزنامه فعالیت کرد.

### زندگی هنری

#### پیش از ۱۳۵۷
منوچهر سخایی در اواسط دهه ۱۳۳۰ به موسیقی روی آورد. گرچه در آن زمان موسیقی پاپ در ایران چندان شناخته شده نبود، امّا سخایی با بهره از آثار موزیسین‌های خارجی از همان ابتدا نسبت به این نوع موسیقی گرایش نشان داد. در اواخر دهه ۱۳۳۰ منوچهر سخایی موفق شد که با ترانه‌ای به نام کالسکه زرین که به شکلی غیر حرفه‌ای به همراه کامبیز مژدهی به عنوان آهنگساز و پرویز وکیلی به عنوان ترانه‌سرا ضبط شده بود، از سد شورای سختگیر و محافظه کار موسیقی رادیو ایران در آن زمان عبور کند.
در واقع تا دههٔ سی شورای موسیقی رادیو در زمینه موسیقی پاپ بسیار سختگیربود و چون عمدتاً موسیقیدانان سنتی در آن شورا حضور داشتند، به ندرت اجازهٔ پخش آهنگ‌هایی غیر از موسیقی سنتی و ملی از رادیو را صادر می‌کردند و بنابراین خیلی به ندرت آهنگ‌های پاپ از رادیو پخش می‌شد. طوریکه مثلاً محمد نوری به عنوان یکی از نخستین خوانندگان پاپ ایرانی، ناچار بود که در برنامهٔ ارتش ترانه‌هایش را اجرا کند و در خود رادیو امکان اجرا نداشت.
اما در جو پدید آمده بعد از وقایع ۲۸ مرداد ۱۳۳۲ و با پخش ترانهٔ معروف مرا ببوس، به خوانندگی حسن گل نراقی و آهنگسازی مجید وفادار و شعر حیدر رقابی، جو دیگری در رادیو به وجود آمد و شورای سخت گیر و محافظه کار موسیقی در رادیو، با دیدن استقبال مردم از این نوع آهنگ‌ها، رویکرد جدیدی نسبت به موسیقی پاپ پیدا کرد و تصمیم گرفت تا مجوز پخش یک یا دو آهنگ پاپ را در هر ماه صادر کند.
از آن زمان پای خوانندگان پاپ به رادیو گشوده شد و ابتدا محمد نوری و بعد ویگن برای اجرای این ترانه‌ها انتخاب شدند و بعدها منوچهر سخایی و عباس مهرپویا نیز به آن‌ها پیوسته و چهار نفر خواننده‌های پاپ موزیک رادیو در آن زمان را تشکیل می‌دادند که هر کدام در ماه یک برنامه اجرا می‌کردند.
بدین ترتیب منوچهر سخایی از سال ۱۳۳۷ به بعد فعالیت حرفه‌ای خود را به عنوان خواننده در رادیو ایران آغاز کرد.
در همین سال‌ها منوچهر سخایی فعالیت خود در سینمای ایران را نیز، نخست به عنوان خواننده و سپس به عنوان بازیگر آغاز نمود. یکی از نخستین اجراهای رسمی او، که اولین ترانهٔ او برای فیلم‌های فارسی نیز محسوب می‌شود، در فیلمی به نام زندگی شیرین است (ساختهٔ مجید محسنی، محصول دیانا فیلم) بود که در سال ۱۳۳۵ اکران گردید. وی در سال‌های بعد در فیلم‌های دیگری همچون دخترها اینطور دوست دارند (ساخته اسماعیل پورسعید، ۱۳۴۱) و خروس جنگی (ساخته اسماعیل پورسعید، ۱۳۴۴) ترانه‌هایی اجرا کرد و همچنین به عنوان بازیگر در فیلم‌هایی همچون پستچی (ساختهٔ رفیع حالتی، ۱۳۴۰)، در انتهای ظلمت (ساختهٔ ابوالقاسم ملکوتی) و ببر کوهستان (ساختهٔ خسرو پرویزی ظاهر شد.
در مجموع دوران اوج منوچهر سخایی در دهه ۱۳۴۰ خورشیدی بود. صدای او سبک و کلاس خاص خودش را داشت و او نیز همچون ویگن و عارف و محمد نوری طرفداران خاص خود را داشت.
در همین ارتباط محمدرضا شجریان در کارگاه آواز خود خاطره‌ای حکایت کرده است که نشان از شهرت و اهمیت سخایی در آن سال‌ها دارد. وی می‌گوید:
«... من در دانشسرا بودم که منوچهر سخایی یک ابوعطا خواند که من خیلی خوشم آمد و آن را یادگرفتم و بعدها چند بار آن را خواندم و همیشه هم گفته‌ام که این را از سخایی یادگرفته‌ام…»
منوچهر سخایی همچنین در سال‌های فعالیت هنری‌اش در تلویزیون نیز شو تلویزیونی زنگوله‌ها را برای تلویزیون ملی ایران تهیه کرد که در آن به معرفی چهره‌های جدید موسیقی پاپ می‌پرداخت.

### پس از ۱۳۵۷

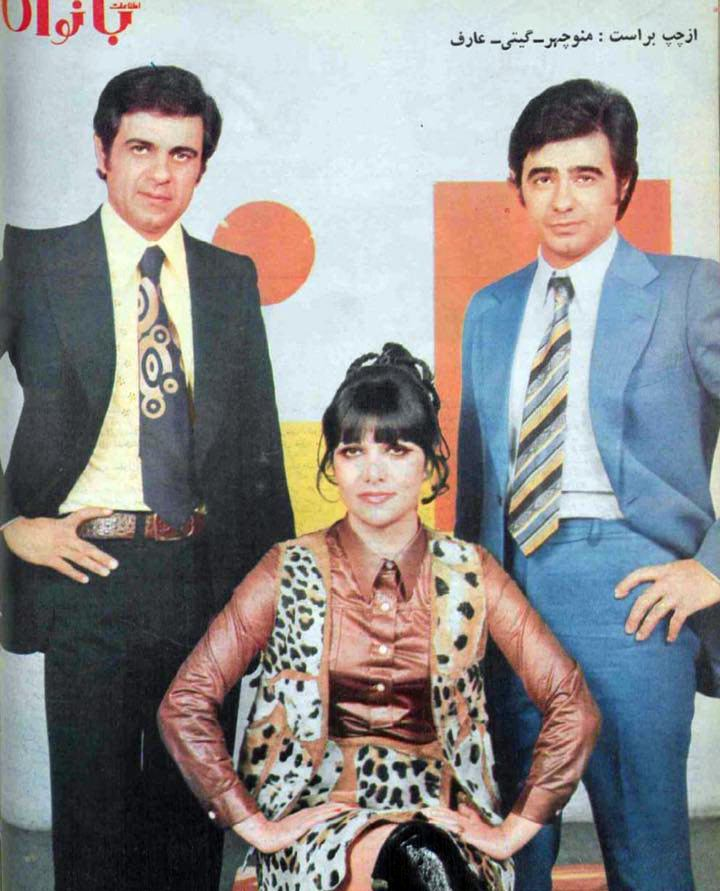
عارف گیتی منوچهر

بعد از انقلاب ایران (۱۳۵۷) منوچهر سخایی نیز مانند بسیاری از دیگر خوانندگان و بازیگران قبل از انقلاب راهی ایالات متحده آمریکا شد و ساکن شهر لوس آنجلس گردید و تلاش نمود تا فعالیت هنری اش را در آنجا ادامه دهد. از جمله در نخستین سال‌های اقامتش در ایالات متحده آمریکا اقدام به تهیهٔ چند ترانه و ارائهٔ آنها به صورت سه آلبوم استودیوئی نمود. اما وی در این آلبوم‌ها و به طورکلی در سال‌های مهاجرت و اقامتش در شهر لس آنجلس هرگز نتوانست موفقیت‌های گذشته اش را تکرار کند.

در ارتباط با اولین آلبومش در ایالات متحده آمریکا خود او طی مصاحبه‌ای با رادیو فردا می‌گوید: 
«.. من از چند آهنگ اولین آلبومم که در ایالات متحده آمریکا تهیه کردم راضی نیستم. چون این آلبوم را در بدو ورودم به ایالات متحده آمریکا ارائه دادم، هنوز به اوضاع و احوال اینجا آشنا نبودم و از نظر مالی هم بسیار محدود بودم، نمی‌توانستم به راحتی تصمیم بگیرم و این آلبوم را در شرایط کوچ اجباری و آن حالت گیج و ویجی تولید کردم!....»

اما وی بلافاصله پس از نخستین آلبومش در ایالات متحده آمریکا، آلبومی دیگر به نام سکوت و نیز آلبوم همکلاس‌ها را نیز به بازار موسیقی عرضه کرده بود که گرچه در آنها آهنگ‌های خوبی وجود داشت اما بر اساس گفتهٔ خود او حتی ترانه‌های خوب موجود در این آلبوم‌ها هم وی را راضی نکرده بود و بدین ترتیب وی نهایتاً تصمیم گرفت که برای چند سال سکوت پیشه کند. در این ارتباط وی در همان مصاحبه می‌گوید: 
«... بعد از آن آلبوم‌ها، اوضاع اینجا [در لس آنجلس] به شکلی شد که من دیدم یا باید از این جماعت بزن بکوب پیروی کنم یا دوباره سکوت کنم ومن در آن زمان تصمیم گرفتم با موسیقی لس آنجلس همراهی نکنم و به کار تألیف روی بیاورم…»
حاصل سکوت طولانی مدت و غیبت منوچهر سخایی از صحنه موسیقی پاپ لس آنجلس، جمع‌آوری تعدادی مصاحبه از شخصیت‌های مختلف مطرح در موسیقی پاپ فارسی بود. وی هم چنین در این سال‌ها دست به تهیه کتابی دربارهٔ موسیقی مدرن و موسیقی پاپ ایران زد که در آن تقریباً با همه کسانی که در دسترس او بودند از جمله با محمد نوری، حمید قنبری و نعمت مین‌باشیان گفتگوهایی دربارهٔ این موضوعات انجام داده بود.
سخایی هم چنین در واپسین سال‌های فعالیتش و پس از مدت‌ها سکوت، آلبومی تهیه کرد که در آن از ترانه‌های اجتماعی استفاده کرده و به مضامینی نظیر حقوق بشر پرداخته بود… سخایی در این آلبوم، سعی کرد تا سبک خواندنش را تغییر داده و نت‌ها وگام‌هایی را اجرا کند که در گذشته به ندرت مورد استفاده اش قرار گرفته بود. همکار آهنگساز وی در این آلبوم محمد شمس بود، که آهنگ‌های این آلبوم را از ادغام تم‌های کلاسیک ایرانی و غربی خلق نمود. اشعار ترانه‌های این آلبوم عمدتاً توسط ایرج فاطمی سروده شده بودند و به گفتهٔ خود سخایی برای ارائهٔ این آلبوم سه سال کار مداوم انجام شده و موسیقی آن با ارکستر سمفونی پاریس به شکل زنده ضبط گردیده بود.
منوچهر سخایی به سازمان مجاهدین خلق پیوسته بود. و در اواخر دهه ۱۳۷۰ خورشیدی، در کنسرت‌هایی به نفع سازمان مجاهدین خلق ایران شرکت کرد.

## زندگی شخصی
وی دارای دو دختر به نام‌های پرستو و لیلا می‌باشد.

## درگذشت
منوچهر سخایی در روز پنج شنبه ۸ اردیبهشت ۱۳۹۰ در کالیفرنیا در سن ۸۰ سالگی (ایالات متحده آمریکا) بر اثر سرطان خون درگذشت.

## ترانه‌ها

سه منوچهر هنرمند ایرانی از راست: منوچهر سخایی، منوچهر وثوق، منوچهر والی زاده

- کلاغ‌ها
- بدرود
- کالسکه زرین
- نامزدی
- افسوس که گذشته
- دزد دل
- دلم خوش نیست
- قدیما
- برگرد برگرد
- لالایی
- پرستو
- گفتگوی بهاری (دو صدایی با پوران)
- ایوالله (دو صدایی با پوران)
- دختر شالیکار
- جزیره
- نامه
- بابا رو بوس کن
- صنوبر
- باران کمی آهسته‌تر
- بهشت شادی
- برف
- لاله زار
- پشیمون
- هم کلاسا
- جان جان
- خداحافظ
- لاله
- نمکی
- سکوت
- داغ بوسه
- عروسی
- وعده دور دور نمی‌خوام
- دیدی از دستم رفت
- گل
- آروم آروم
- گردن بند الله
- شهر نور
- آنقدر تو رو دوست دارم
- گریه به سویش می‌روم
- لب دریا
- هفت ستاره

## آلبوم‌شناسی
- برگرد برگرد
- همکلاسا
- لاله
- ترانه‌های ماندگار منوچهر سخایی ۱
- ترانه‌های ماندگار منوچهر سخایی ۲
- جان جان
- کلاغ‌ها
- خداحافظ
- نمکی
- هفت ستاره
- چند ترانه چند خواننده ۴
- چند ترانه چند خواننده ۵

## فیلم‌شناسی
- پستچی (به‌عنوان بازیگر رفیع حالتی، ۱۳۴۰)
- دخترها اینطور دوست دارند (به‌عنوان بازیگر و خواننده اسماعیل پورسعید، ۱۳۴۱)
- در انتهای ظلمت (به‌عنوان بازیگرابوالقاسم ملکوتی، ۱۳۴۱)
- ببر کوهستان (به‌عنوان بازیگر، خسرو پرویزی، ۱۳۴۴)
- زندگی شیرین است (به‌عنوان خواننده، مجید محسنی، ۱۳۳۵)
- خروس جنگی (به‌عنوان خواننده، اسماعیل پورسعید، ۱۳۴۴)